# Myiornis
Myiornis – rodzaj ptaków z podrodziny klinodziobków (Triccinae) w rodzinie muchotyranikowatych (Pipromorphidae).

## Zasięg występowania
Rodzaj obejmuje gatunki występujące w Ameryce Południowej i Centralnej.

## Morfologia
Długość ciała 7–10 cm; masa ciała 5–9 g.

## Systematyka

### Etymologia
- Myiornis: gr. μυια muia, μυιας muias „mucha”; ορνις ornis, ορνιθος ornithos „ptak”[5].
- Notorchilus: gr. νοτος notos „południe”; ορχιλος orkhilos „mysikrólik”[6]. Gatunek typowy: Platyrhynchus auricularis Vieillot, 1818.

### Podział systematyczny
Do rodzaju należą następujące gatunki:
- Myiornis inornatus (von Pelzeln, 1868) – tyraneczek samotny
- Myiornis minimus (Todd, 1925) – tyraneczek amazoński
- Myiornis auricularis (Vieillot, 1818) – tyraneczek uszaty
- Myiornis albiventris (von Berlepsch & Stolzmann, 1894) – tyraneczek białobrzuchy